# ويليام بيرس أوين
ويليام بيرس أوين (بالإنجليزية: William Pierce Owen)‏ (20 نوفمبر 1860 بويلز في المملكة المتحدة - 13 ديسمبر 1937) هو لاعب كرة قدم بريطاني (وحمل سابقاً جنسية المملكة المتحدة لبريطانيا العظمى وأيرلندا) في مركز الوسط. شارك مع منتخب ويلز لكرة القدم. أما مع النوادي، فقد لعب مع Ruthin Town F.C. ‏.